# Plastimo
Plastimo Group est une entreprise française de plasturgie installée à Lorient, dans le Morbihan, et spécialisée dans la production d’accastillage et d’équipement pour le nautisme, tel que les compas, les gilets de sauvetage ou les radeaux de sauvetage. Depuis 2012, c’est une filiale de la holding toulonnaise Alliance Marine.

## Histoire
Plastimo est fondée le 29 avril 1963 à Lorient par Antoine Zuliani, dans une période d’essor de la plaisance, portée par le développement des chantiers comme Bénéteau ou Jeanneau.
En 1968, 57 employés de l’entreprise se syndiquent à la CGT, dont, d’après le représentant local de ce mouvement, « une cinquantaine de femme (sic) ».

### Rachats et croissance
En 1994 l’entreprise, jusque-là familiale, est acquise par le groupe américain Johnson Worldwide Associates, filiale de S. C. Johnson. Deux ans plus tard, celui-ci décide de se replier sur son marché national et cède en janvier 1997 Plastimo à l’un de ses directeurs, Anthony Le Saffre, associé notamment à Barclays, via une prise de contrôle par emprunt (LBO). Le marché est porteur, aussi l’entreprise est-elle florissante : le retour sur investissement de 77 % est atteint en 2 ans et demi, contre 5 prévus au départ. Le nouveau président crée des filiales dédiées à la distribution en Europe. 
En 1999, une introduction en bourse est envisagée, mais les partenaires financiers du groupe se retirent sept jours avant, aussi celle-ci est-elle abandonnée. Pour combler ce départ, un nouveau LBO est effectué, avec pour partenaire le fonds de placement Bridgepoint Capital, avec 80 % des parts. Plastimo, avec un chiffre d’affaires de 80 millions d’Euros et 250 employés, continue sa croissance : il reprend plusieurs entreprises françaises, comme son concurrent Accastillage Bernard en 2000, puis le fabricant de propulseurs Max Power, et l’accastilleur Goïot. À l’étranger, ce sont ensuite le plasturgiste italien Nuova Rade, puis XM Yachting au Royaume-Uni, qui sont rachetés. Il devient ainsi une fédération de PME, mais dont les filiales ne sont pas réellement intégrées : il n’existe pas de synergie entre elles, et certaines se font même concurrence, tandis que les directions d’origine, souvent familiales, sont laissées en place. En 2003, le groupe se rebaptise Navimo,.
En 2004, il fait l’objet d’un troisième LBO : la majorité des parts (80 %) est acquise par un nouveau fonds de placement, spécialisé dans l’équipement, Duke Street Capital,, le plus offrant des candidats (dont faisaient également partie Barclays et Bridgepoint). La direction cherche à rationaliser l’organisation de l’entreprise, renvoie des directeurs de filiales et met en place un système d'information. En 2006, le chiffre d'affaires atteint les 123 millions d’€, contre 20,8 dix ans plus tôt, à la veille du premier LBO. Le groupe Navimo, avec l’ensemble de ses filiales (Plastimo, Goïot, Nuova Rade, Dauriac Nautic Sécurité, Accastillage Bernard, XM Yachting, Max Power et Lofrans), est alors la principale entreprise du secteur de l’équipement nautique en Europe.

### Crise et faillite

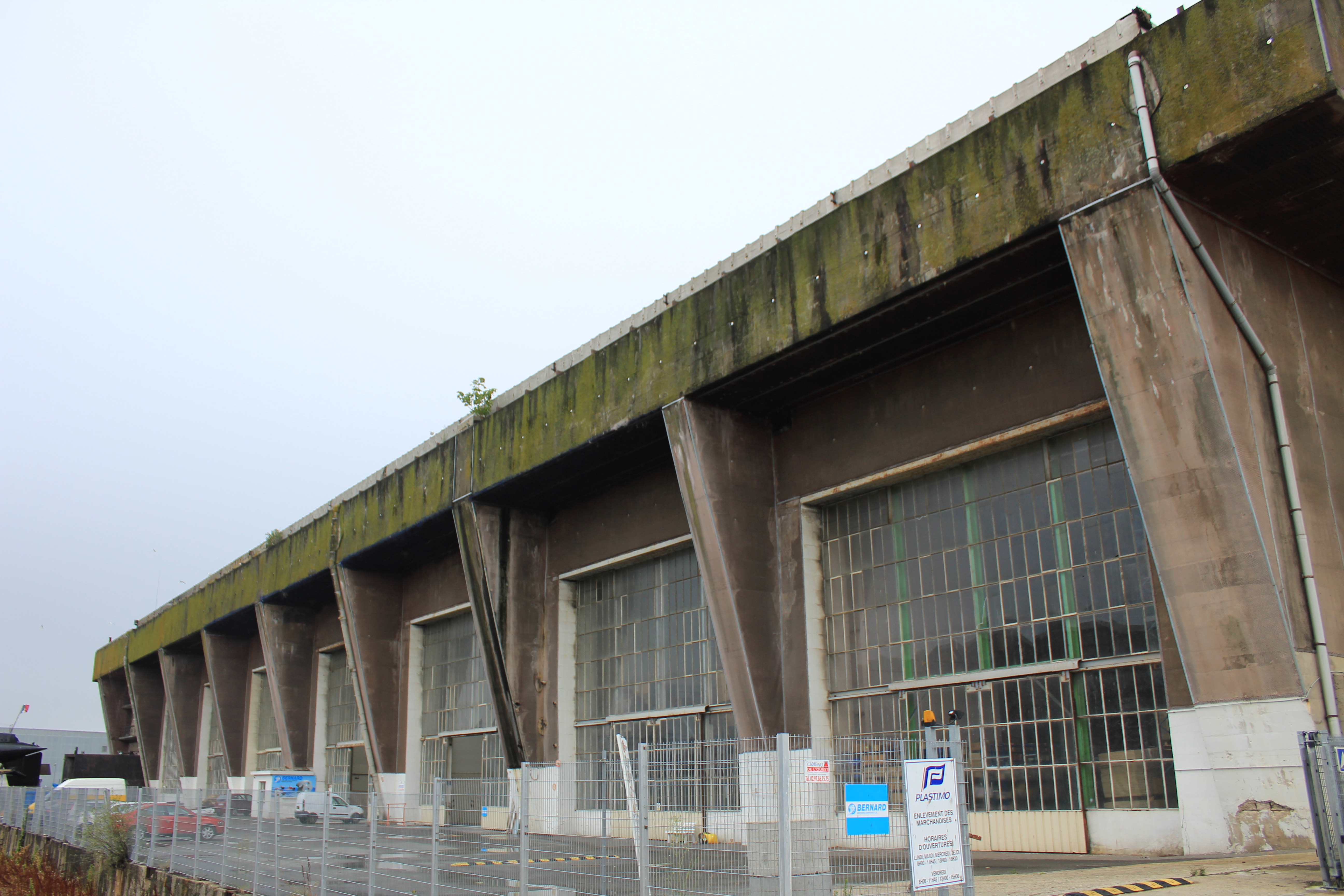
Les locaux de Plastimo à Keroman II, en 2011.

Le groupe subit une forte érosion de ses ventes du fait de la crise financière mondiale de 2007-2008. Le 11 juin 2010, le fonds de placement impose un nouveau président, Albert Journo : celui-ci prend la moitié des parts de l’entreprise, et fait entrer BNP Paribas à son capital, tandis qu’il négocie des abandons de créances pour réduire la dette du groupe de 122 à 9 millions d’Euros, et décide de confier les activités logistiques à un sous-traitant situé hors de Bretagne.
Le prestataire logistique choisi, Norbert Dentressangle, implanté en banlieue de Lyon, ne parvient toutefois pas à assurer la transition, qui s’avère beaucoup plus complexe que prévu, eu égard au grand nombre de références diffusées. Par ailleurs, contrairement aux prévisions du repreneur, la croissance économique ne redémarre pas, et l’entreprise reste en déficit, le chiffre d'affaires 2011 s’établissant à 82 millions d’€, contre 101 en 2009, pendant que les effectifs sont réduits de 600 à 430 employés. De plus, le repreneur, accusé de n’avoir pas de goût pour le secteur nautique, s’avère parfois brutal, et ne parvient pas à susciter d’adhésion autour de son projet. L’entreprise est en crise, et les employés organisent plusieurs manifestations,. Le groupe Navimo, en cessation de paiements, est placé en redressement judiciaire le 25 mai 2012,.

### Reprise de l’activité
À la suite d'un jugement du tribunal de commerce de Lorient en date du 14 septembre 2012, Plastimo est repris par Alliance Marine pour un prix de 400 000 €, avec des effectifs limités à 59 salariés sur les 140 restants, tandis que la filiale Goïot est cédée au groupe Kent Marine, avec conservation de la totalité des emplois. En 2013, la direction est confiée à un ancien employé de L'Oréal, Yann Cornec. À la fin de l’année 2014, dans l’objectif d’améliorer le service client, l’activité logistique est réinternalisée dans le bunker Keroman II de la base sous-marine de Lorient qu’elle occupait précédemment, par le biais d’une coentreprise avec la communauté Lorient Agglomération, et après avoir d’abord étudié une installation à Lanester.
Afin de limiter les coûts, une nouvelle usine employant 40 personnes est créée en Roumanie pour la fabrication de produits à faible valeur ajoutée, la conception et les assemblages finaux étant effectués en France,. L’entreprise, qui conçoit certains de ses équipements en lien avec des coureurs au large comme François Gabart ou Francis Joyon, et les fait tester par eux, retrouve la croissance : en haute saison, elle emploie de nouveau plus de 100 salariés. Cette santé retrouvée lui permet également d’acquérir une nouvelle filiale, le plasturgiste nautique Topoplastic, spécialisé dans les règles et cartes marines, ainsi que la vaisselle plastique pour bateaux, dont la production est transférée à Lorient. Équipant aussi bien les professionnels que les plaisanciers, Plastimo réalise désormais 50 % de son chiffre d’affaires à l’export, avec des débouchés en Asie et au Moyen-Orient, tandis qu’une part importante de sa production est vendue en OEM aux chantiers comme Bénéteau ou Dufour Yachts.
L’entreprise n’en a toutefois pas fini avec les fonds de placement, puisque le 24 août 2016, son propriétaire Alliance Marine est racheté par le fonds français Weinberg Capital Partners.
À côté de son activité traditionnelle, l’entreprise se diversifie dans d’autres secteurs que le nautisme, intervenant en 2017 comme sous-traitant dans la fabrication de gilets pare-balles pour les forces armées françaises, ce qui lui permet de créer de nouveaux emplois,.

## Restructuration
Le 10 mai 2019 (conformément au projet du 7 décembre 2018) la société Plastimo Distribution (788 428 902) absorbe Plastimo Group (788 535 896) et Topoplastic (522 219 796).
La société Plastimo Distribution prend le nom de Plastimo Group.

## Produits
Plastimo produit notamment des compas, dont elle a vendu plus de 3 millions d’exemplaires en cinquante ans. 

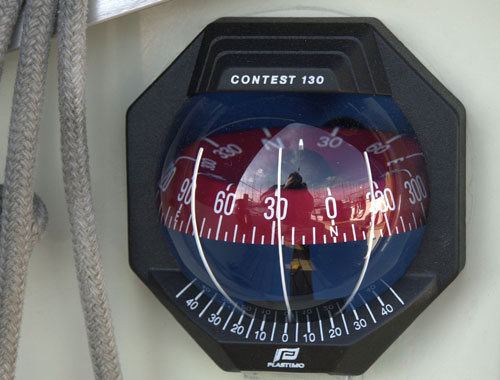
Compas vertical
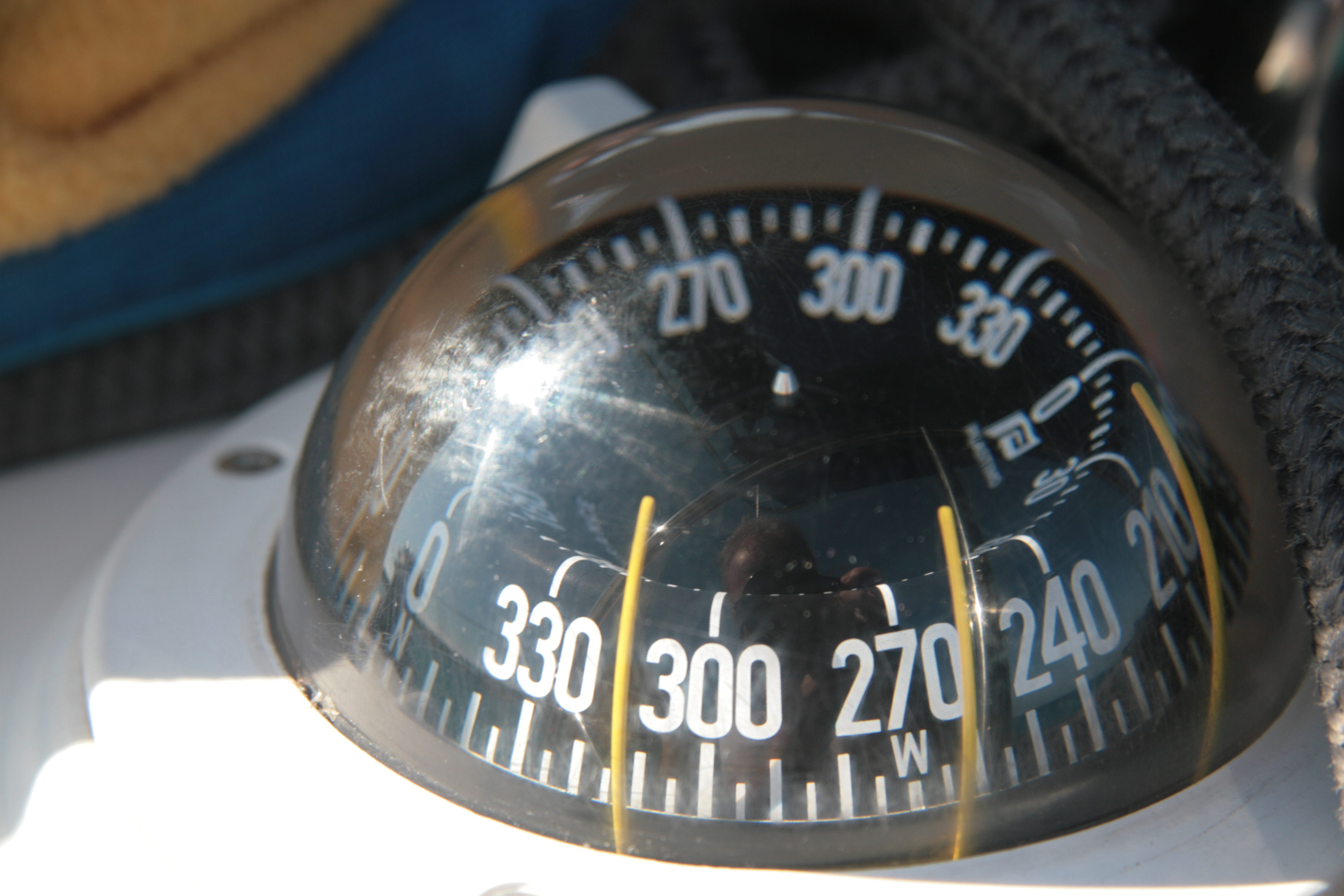
Compas horizontal
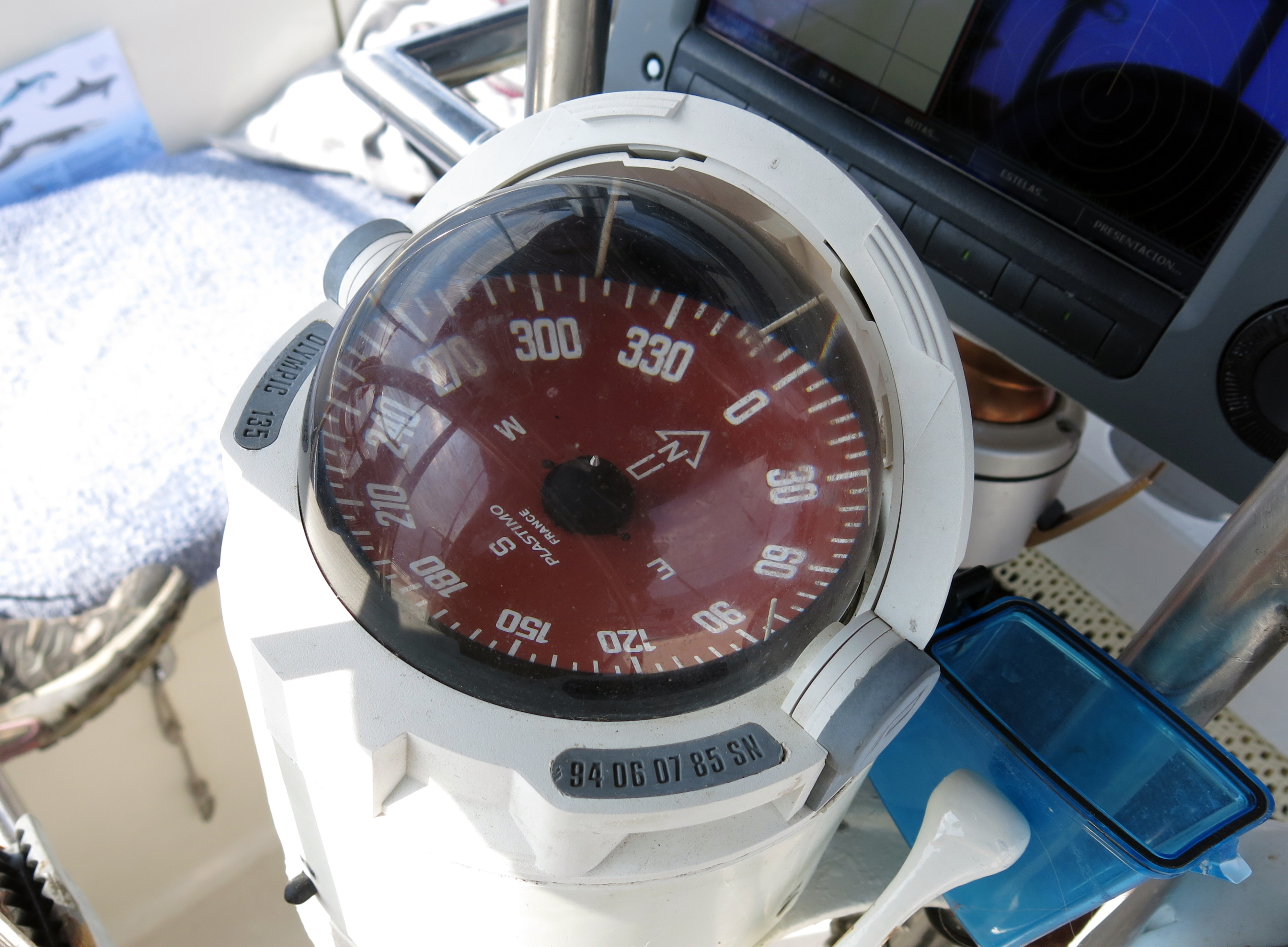
Compas de barre

L’entreprise est également connue pour ses gilets et radeaux de sauvetage, équipés de chambres à air en polyuréthane. Ces derniers, dont l’intégralité du processus de fabrication est réalisée en interne, sont garantis 12 ans, ou 18 à partir de 2017. Elle fabrique également des bouées de sauvetage, des systèmes de récupération d’homme à la mer, des annexes gonflables, des sacs étanches, ou encore des piles à combustible.

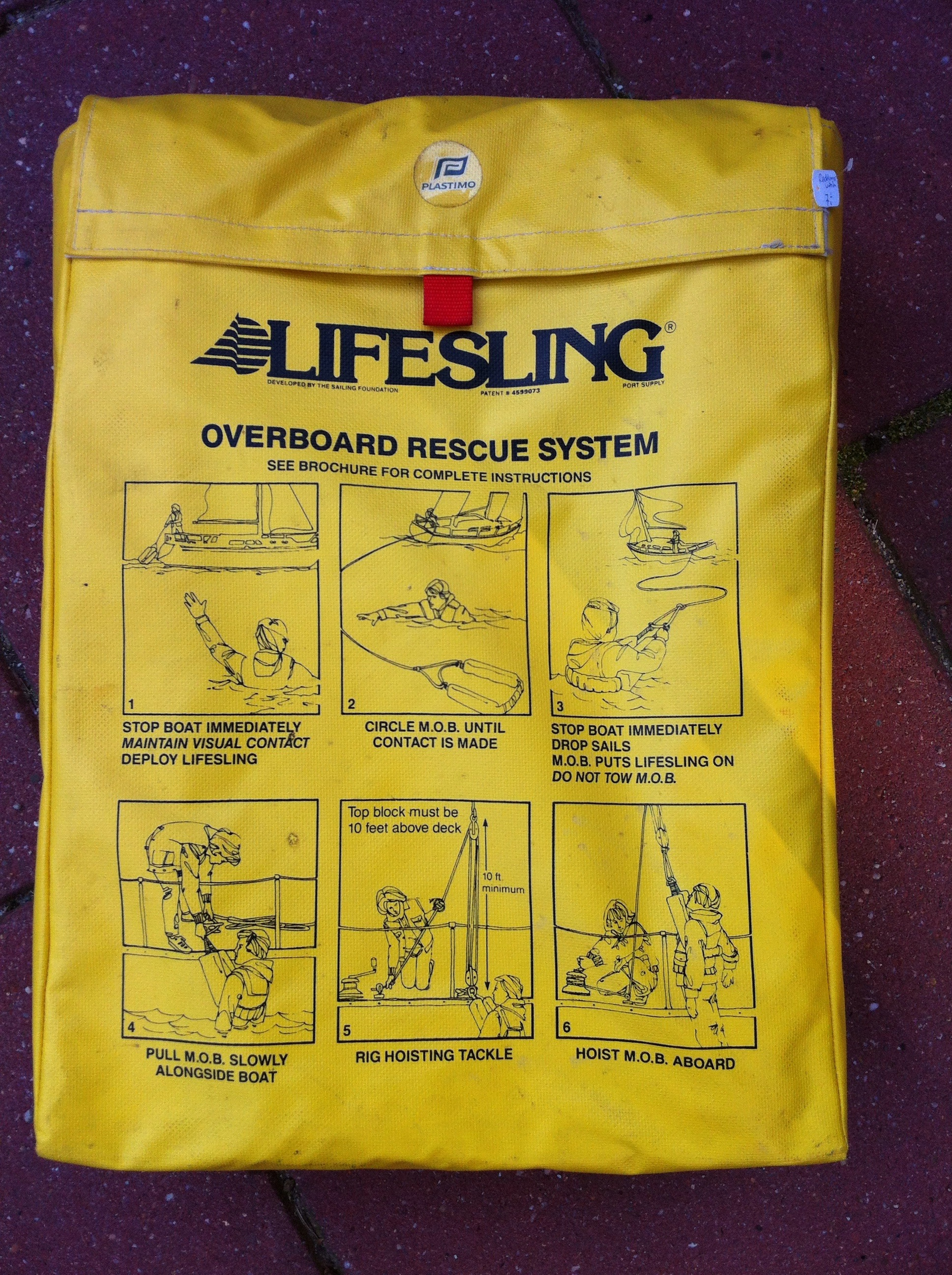
Système de récupération d’homme à la mer Lifesling
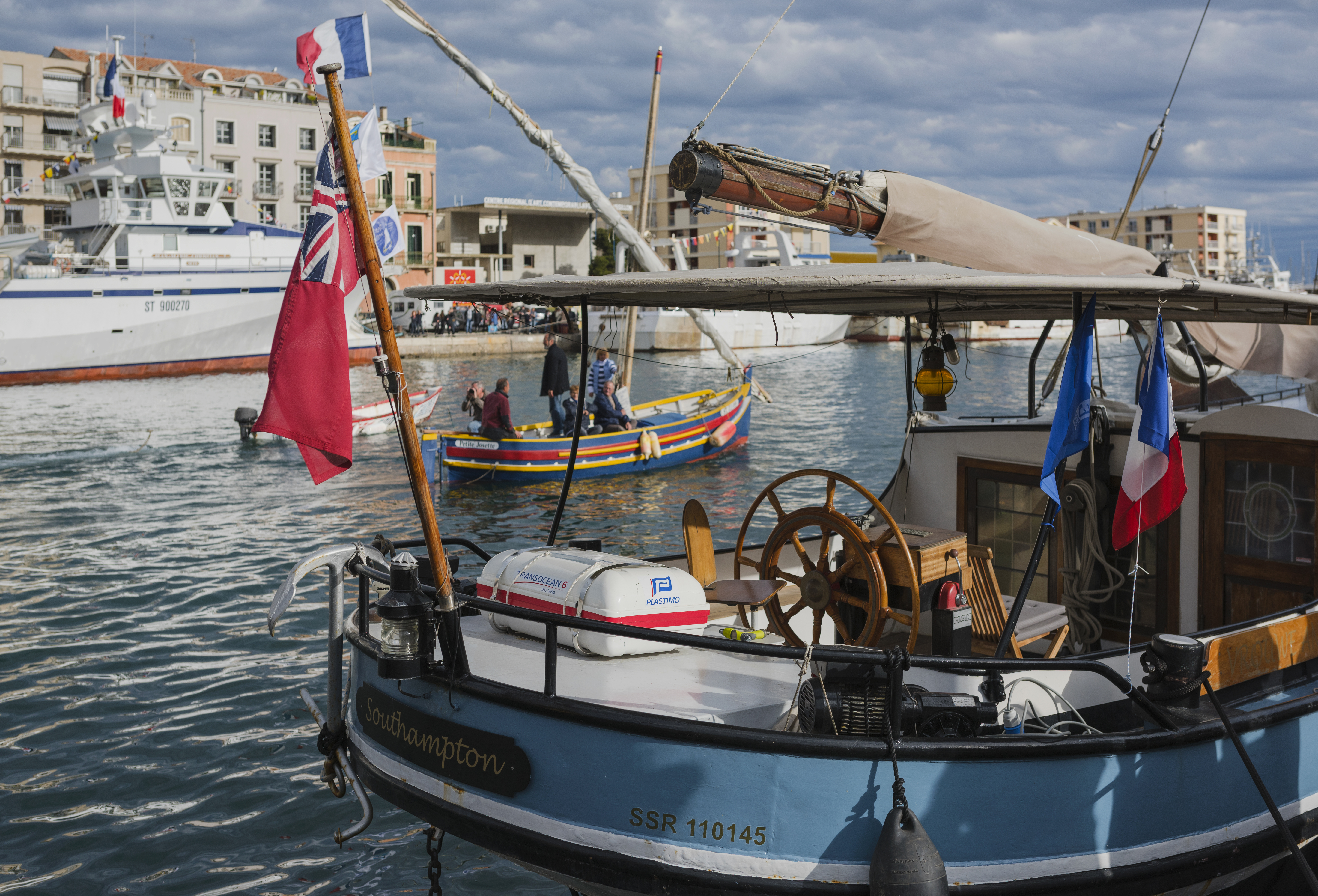
Radeau de sauvetage Transocean 6 sur un voilier classique
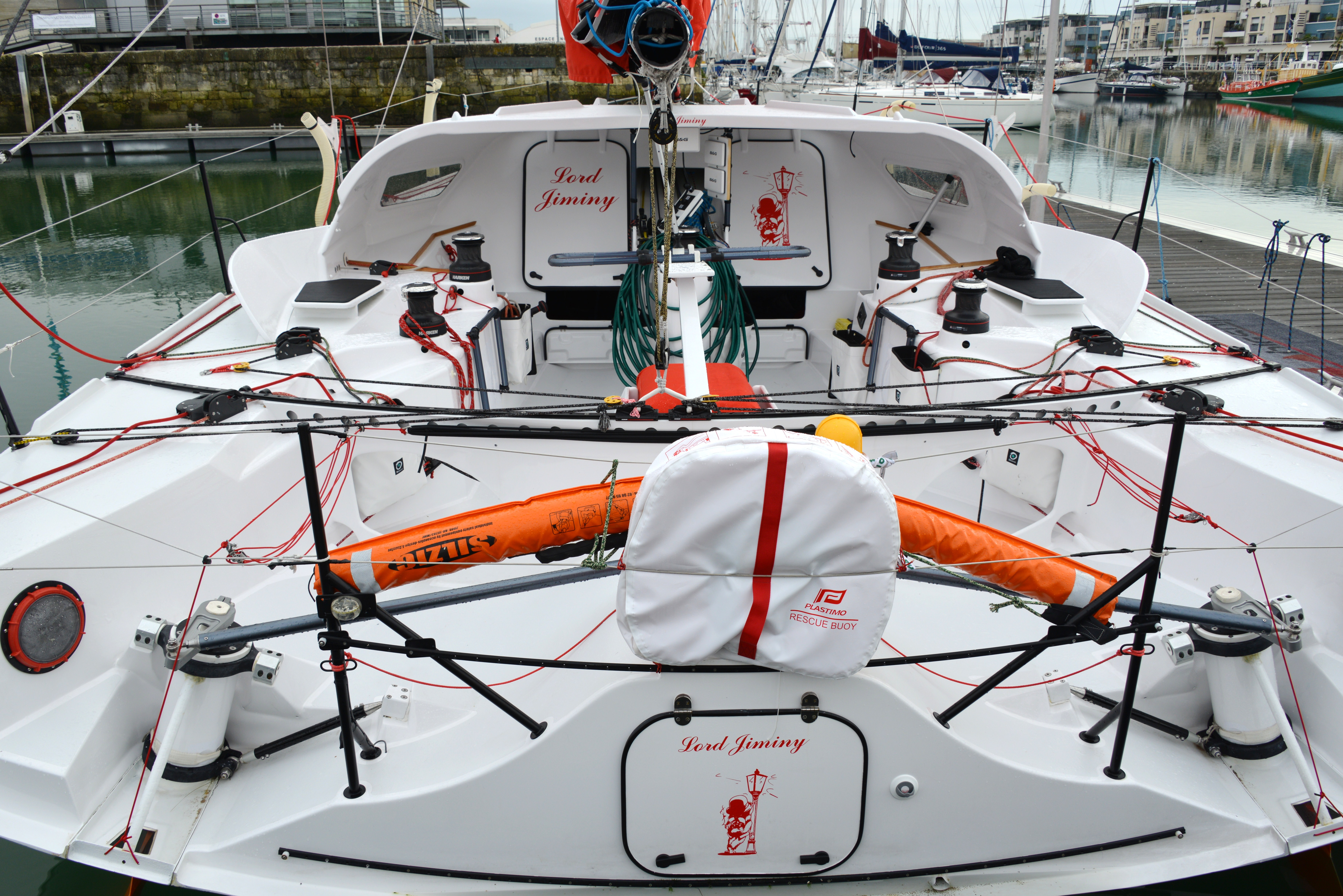
Bouée de sauvetage sur un voilier de régate